# Ампати (посёлок)
Ампати (яп. 安八町 Ампати-тё:) — посёлок в Японии, находящийся в уезде Ампати префектуры Гифу. Площадь посёлка составляет 18,18 км², население — 14 982 человека (1 июля 2014), плотность населения — 824,09 чел./км².

## Географическое положение
Посёлок расположен на острове Хонсю в префектуре Гифу региона Тюбу. С ним граничат города Огаки, Хасима, Мидзухо и посёлок Ваноути.

## Население
Население посёлка составляет 14 982 человека (1 июля 2014), а плотность — 824,09 чел./км². Изменение численности населения с 1980 по 2005 годы:
| 1980 | 13 901 чел. |  |
| 1985 | 14 533 чел. |  |
| 1990 | 15 085 чел. |  |
| 1995 | 15 115 чел. |  |
| 2000 | 15 078 чел. |  |
| 2005 | 15 263 чел. |  |

## Символика
Деревом посёлка считается османтус, цветком — нарцисс.